# Crimes de guerre commis par Israël
Les crimes de guerre israéliens sont des violations du droit pénal international concernant des crimes de guerre[style à revoir] que l'armée israélienne a commis ou a été accusée d’avoir commis depuis la création d’Israël en 1948. Il s’agit notamment de meurtres, de ciblage intentionnel de civils, de meurtres de prisonniers de guerre et de combattants s’étant rendus, d’attaques indiscriminées, de châtiments collectifs, de famines, de persécutions, d’utilisation de boucliers humains, de violences sexuelles et de viols, de tortures, de pillages, de déplacements forcés de population, de violations de la neutralité des médecins, de disparitions forcées, de ciblage de journalistes, d’attaques contre des biens civils et protégés, de destructions gratuites, d’incitations au génocide et de génocide.
Des rapporteurs spéciaux des Nations Unies, des organisations telles que Human Rights Watch, Médecins sans frontières, Amnesty International et des experts en droits de l’homme ont accusé Israël de crimes de guerre, notamment dans les territoires palestiniens occupés.
Israël a ratifié les conventions de Genève le 6 juillet 1951 et, le 2 janvier 2015, l’État de Palestine adhère au Statut de Rome, accordant à la Cour pénale internationale (CPI) la compétence pour juger les crimes de guerre commis dans les territoires palestiniens occupés. En novembre 2024, la Cour pénale internationale délivre des mandats d'arrêt à l'encontre de Benyamin Nétanyahou et Yoav Gallant pour crimes de guerre et crimes contre l’humanité
L’affaire Afrique du Sud c. Israël est une procédure engagée devant la Cour internationale de justice (CIJ) par l'Afrique du Sud contre l'État d'Israël, le 29 décembre 2023, officiellement nommée Application de la Convention pour la prévention et la répression du crime de génocide dans la bande de Gaza concernant des allégations de violations par Israël de ses obligations au titre de la Convention contre le génocide à l'égard des Palestiniens de la bande de Gaza.

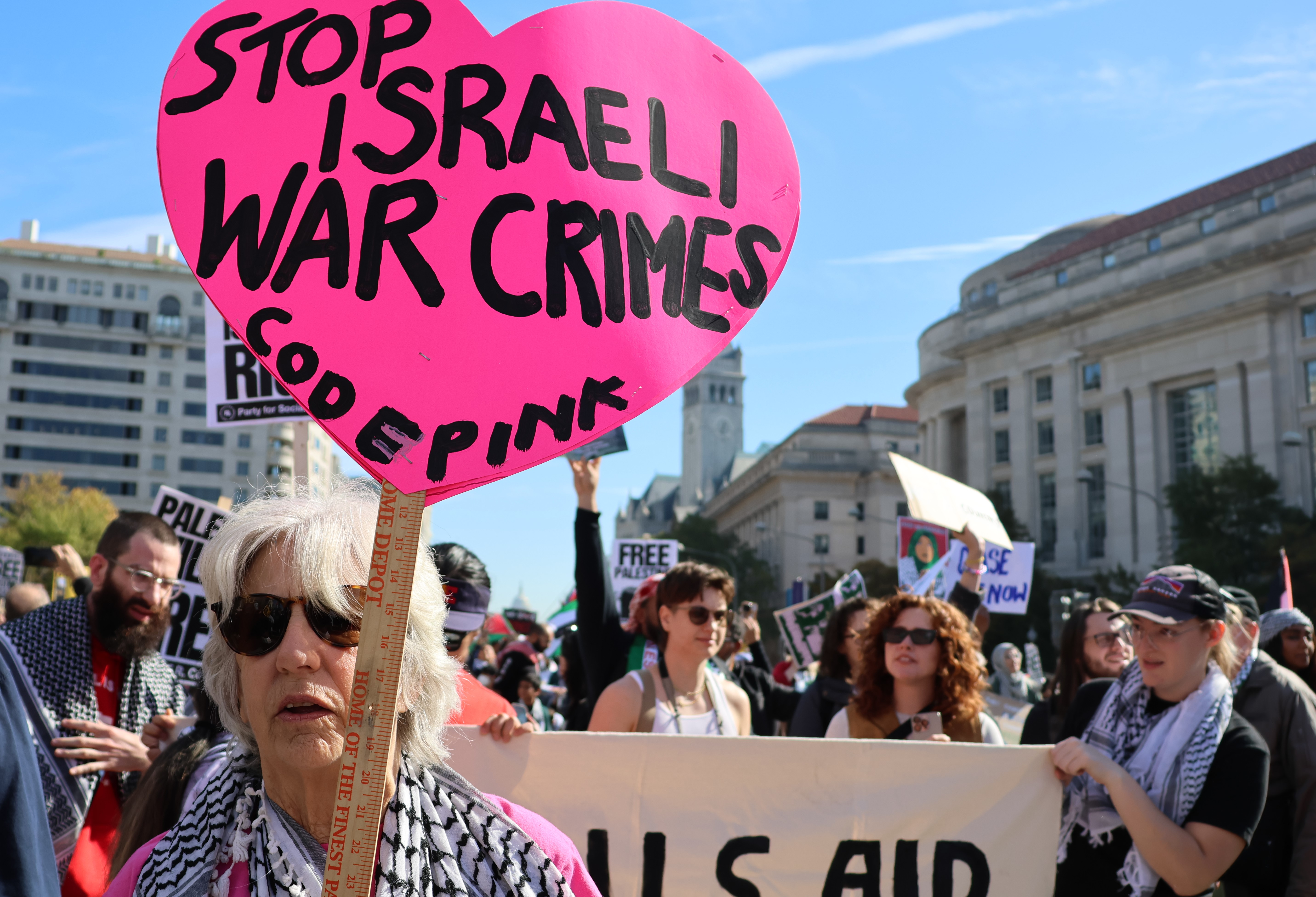
Manifestation à Washington en novembre 2023 contre les crimes de guerre imputés à Israël.

## Enquêtes au sein des Nations unies

### Colonisation israélienne depuis 1967
Selon Michael Lynk, rapporteur spécial des Nations unies sur la situation des droits humains dans les Territoires palestiniens occupés depuis 1967, « les colonies israéliennes violent l’interdiction absolue faite à une puissance occupante de transférer une partie de sa population civile vers un territoire occupé ». La communauté internationale a donc été invitée à considérer l'établissement de colonies israéliennes comme un crime de guerre selon le Statut de Rome de 1998 de la Cour pénale internationale,.
Le Haut-Commissariat des Nations unies aux droits de l’homme estime en mars 2024 que l'établissement de colonies israéliennes « équivaut au transfert par Israël de sa propre population civile vers les territoires qu’il occupe » et « de tels transferts constituent un crime de guerre ». La colonisation israélienne s'accompagne selon la même instance « d'expulsions forcées, de la non-délivrance de permis de construire, de démolitions de maisons et de restrictions de mouvement pour les Palestiniens ».
En effet, selon le Statut de Rome article 8, § 2, b), viii), est considéré comme un crime de guerre le « transfert, direct ou indirect, par une puissance occupante d'une partie de sa population civile, dans le territoire qu'elle occupe ». Ce crime de guerre « ne peut être commis que dans le cadre d'une situation d'occupation résultant d'un conflit armé international », et d'après les juristes Ghislain Poissonnier et Eric David, auteurs d'une étude sur la question dans La Revue des droits de l'homme (2019) ce critère est rempli dans le cas de l'occupation israélienne de la Cisjordanie depuis 1967.

### Guerre à Gaza 2008-2009
Richard J. Goldstone enquête pour le Conseil des droits de l'homme de l'ONU sur la guerre de Gaza de 2008-2009 et rend son rapport en avril 2009. Ce rapport accuse l'armée israélienne et des groupes armés palestiniens (en particulier le Hamas) d'avoir commis des actes pouvant constituer des crimes de guerre et peut-être, dans certaines circonstances, des crimes contre l'humanité,,. Le rapport est critiqué par Israël, en particulier sur ses conclusions. Le juge Richard Goldstone se rétracte publiquement en 2011,. Il déclare : « Si j'avais su ce que je sais désormais, le rapport Goldstone aurait été extrêmement différent ». Il fait référence au fait que l'enquête ne se basait que sur les informations fournies du côté palestinien, Israël ayant refusé de coopérer ; entre-temps, les enquêtes faites par Israël auraient changé la donne. Le juge estime que des civils palestiniens sont morts à Gaza, mais que cibler délibérément des civils n'était aucunement une politique de Tsahal. Le 14 avril 2011 les 3 autres coauteurs du rapport (Hina Jilani, Christine Chinkin (en) et Desmond Travers (en)) publient un communiqué critiquant la rétractation de Richard Goldstone, affirmant que le rapport est juste et qu'Israël n'a pas su démontrer que les tirs sur des civils n'étaient pas délibérés. Ils accusent Goldstone de « dénaturer les faits », démentent ses assertions et affirment qu'elles sont « le fruit d'une intense pression politique »

### Guerre à Gaza depuis 2023
Lors de la guerre à Gaza depuis 2023, le Haut-Commissariat des Nations unies aux droits de l'homme considère que les bombardements du camp de réfugiés de Jabaliya par l'armée israélienne visant à l'« élimination » d'un dirigeant du Hamas, sont susceptibles d'être un crime de guerre : les frappes aériennes pourraient être jugées disproportionnées, compte tenu du nombre élevé de victimes civiles et de l'ampleur des destructions matérielles,. Par ailleurs, pour Volker Türk, Haut-Commissaire des Nations unies aux Droits de l'Homme, « la punition collective infligée par Israël aux civils palestiniens est également un crime de guerre, tout comme l'évacuation forcée illégale de civils ». Le haut-commissaire des Nations unies déclare que les Palestiniens arrêtés puis détenus par Israël dans le cadre de la guerre à Gaza, l’ont été en grande partie dans le secret et ont été soumis, dans certains cas, à un traitement s’apparentant à de la torture.
Depuis 2006, le Conseil des droits de l’homme des Nations Unies a mandaté plusieurs missions d’établissement des faits sur les violations du droit international, y compris les crimes de guerre, dans les Territoires palestiniens occupés et, en mai 2021, a ouvert une enquête permanente,.

## Enquêtes de la Cour pénale internationale

### 2015
Le 1er janvier 2015, l'État de Palestine déclare qu'il reconnait la compétence de la Cour pénale internationale concernant d'éventuels crimes « dans les territoires palestiniens occupés, y compris Jérusalem-Est, depuis le 13 juin 2014 ».
En janvier 2015, la CPI ouvre une enquête préliminaire sur des « allégations de crimes de guerre et de crimes contre l’humanité en Israël et dans les territoires palestiniens ». Le 3 mars 2021, la procureure de la CPI, Fatou Bensouda, ouvre une enquête sur les crimes de guerre présumés israéliens dans les Territoires palestiniens occupés depuis le 13 juin 2014, mais aucun mandat d'arrêt n'a été délivré,,.
Pour les juristes Ghislain Poissonnier et Éric David, la CPI se doit de déterminer, à travers cette enquête, si la politique de colonisation d'Israël en Cisjordanie constitue un « crime de transfert, direct ou indirect, par une puissance occupante d’une partie de sa population civile, dans le territoire qu’elle occupe ».
En 2019, Benyamin Netanyahou indique que l'enquête sur les crimes de guerre présumés israéliens est « une décision scandaleuse et sans fondement », il considère que « la CPI est devenue une arme politique dans la lutte contre Israël ». Par contre, l’Autorité palestinienne annonce qu'elle sera partie prenante dans d'éventuelles audiences devant la Cour.

### 2023-2024
En octobre 2023, à la suite de l'attaque du Hamas puis du blocus de Gaza subséquent par Israël, Karim Khan, procureur de la Cour pénale internationale, considère qu'« empêcher l’accès de l’aide humanitaire peut constituer un crime ». De plus, il indique que « les écoles, les hôpitaux et les mosquées » ne doivent pas être des cibles militaires.
En novembre 2024, la Cour pénale internationale a délivré des mandats d’arrêt à l’encontre de Benyamin Nétanyahou et Yoav Gallant pour crimes de guerre et crimes contre l’humanité.

## Enquêtes de la Cour internationale de justice
Depuis 2021, la Cour internationale de justice mène une enquête active sur les crimes de guerre israéliens commis dans les Territoires palestiniens occupés,. Israël a refusé de coopérer aux enquêtes,.
En décembre 2023, dans le cadre de la procédure Afrique du Sud c. Israël l’Afrique du Sud invoque devant la Cour internationale de justice (CIJ) la Convention de 1948 sur le génocide et accuse Israël de crimes de guerre et d’actes de génocide commis dans les territoires palestiniens occupés et la bande de Gaza,, ; les audiences sont ouvertes le 10 janvier 2024. En mars 2024, le rapporteur spécial des Nations Unies sur la situation des droits de l’homme dans les territoires palestiniens occupés estime qu’il existe des « motifs raisonnables de croire que le seuil indiquant la commission » d’actes de génocide avait été atteint.

## Enquêtes d'ONG
Dans un rapport sur la guerre du Liban de 2006, Human Rights Watch a demandé au secrétaire général de l'ONU de créer une commission d'enquête internationale chargée d'enquêter sur les informations faisant état de violations de la loi de guerre par Israël, y compris d'éventuels crimes de guerre.
Le rapport reconnaît qu'Israël a exigé des civils de partir et que les combattants du Hezbollah circulent sans porter d'uniformes, mais estime que cela ne justifie pas pour autant les attaques d'Israël contre les civils.
Par ailleurs, Human Rights Watch a enquêté sur trois raids israéliens au cours de la crise israélo-palestinienne de 2021 qui ont tué 62 civils palestiniens sans cible militaire claire à proximité, et a conclu que ces attaques « ont violé les lois de la guerre et semblent constituer des crimes de guerre ».
En 2021, Amnesty International, qui a documenté « quatre attaques meurtrières d'Israël contre des maisons d'habitation sans avertissement », a appelé la Cour pénale internationale à enquêter immédiatement sur ces attaques, qui peuvent constituer des crimes de guerre ou crimes contre humanité.
En décembre 2024, Amnesty International et Human Rights Watch publient des rapport concernant la guerre à Gaza commencée en 2023, qui accusent Israël de génocide,,
En août 2024, B'Tselem publie un rapport intitulé « Bienvenue en enfer » où elle dénonce la torture « systémique et institutionnalisé » des Palestiniens dans les prisons israéliennes, et qualifie ces prisons de « réseau de camps de torture », l'ONG affirme que ces actes de torture constituent « des crimes de guerre, voire des crimes contre l'humanité ».

## Historiens

### 1948
L'application du plan Daleth conduit à la destruction de centaines de villages arabes (palestiniens) et à l'expulsion de leurs habitants, opérations parfois accompagnées de massacres, ce qui constitue pour Ilan Pappé (et d’autres historiens) un nettoyage ethnique. Au cours de ces expulsions, la guerre biologique a été utilisée par l’introduction de germes de la typhoïde dans l’aqueduc alimentant la ville d’Acre en eau potable, et dans des puits dans la région de Gaza.